# NGC 2746
NGC 2746 é uma galáxia espiral barrada (SBa) localizada na direcção da constelação de Lynx. Possui uma declinação de +35° 22' 38" e uma ascensão recta de 9 horas, 05 minutos e 59,5 segundos.
A galáxia NGC 2746 foi descoberta em 10 de Março de 1790 por William Herschel.